# Campeonato Gaúcho de Futebol Americano de 2017
O Campeonato Gaúcho de Futebol Americano de 2017 foi a 9ª edição do campeonato estadual de Futebol Americano do Rio Grande do Sul, o 6º na modalidade 'fullpads', e o 3º organizado pela Federação Gaúcha de Futebol Americano.

## Equipes participantes
Esta edição contou com a presença de 12 equipes. Elas foram divididas em 2 grupos (conferências) distintos, através de um sorteio, dividido em quatro etapas, da seguinte forma:
1) Campeão (Santa Maria Soldiers) e vice-campeão (Juventude FA) de 2016 foram os cabeças de chave, sendo sorteados um para cada grupo (A e B);
2) Os dois estreantes no campeonato (Porto Alegre Gorillas e Carlos Barbosa Ximangos) foram sorteados um para cada chave;
3) Demais times de Porto Alegre (Porto Alegre Bulls, Porto Alegre Pumpkins e Restinga Redskulls) foram sorteados, de modo que ficassem dois times de Porto Alegre em cada grupo;
4) As equipes restantes (Santa Cruz do Sul Chacais, Ijuí Drones, Bento Gonçalves Snakes, Bulldogs FA e São Leopoldo Mustangs) foram sorteadas, de maneira a completar os 6 times em cada chave.

## Classificação
V = Vitórias, D = Derrotas, E = Empates, PCT = porcentagem de vitórias, PF= Pontos feitos, PS = Pontos sofridos, SP = Saldo de Pontos
Classificados para os playoffs estão marcados em verde.
| Grupo A                   |   |   |   |       |     |     |      |
| Time                      | V | D | E | PCT   | PF  | PS  | SP   |
| Santa Maria Soldiers      | 5 | 0 | 0 | 1.000 | 331 | 12  | 319  |
| Santa Cruz do Sul Chacais | 4 | 1 | 0 | 0.800 | 198 | 105 | 93   |
| Ijuí Drones               | 3 | 2 | 0 | 0.600 | 110 | 139 | -29  |
| Porto Alegre Bulls        | 2 | 3 | 0 | 0.400 | 76  | 156 | -80  |
| Porto Alegre Gorillas     | 1 | 4 | 0 | 0.200 | 90  | 165 | -75  |
| São Leopoldo Mustangs     | 0 | 5 | 0 | 0     | 31  | 259 | -228 |

| Grupo B                      |   |   |   |       |     |     |      |
| Time                         | V | D | E | PCT   | PF  | PS  | SP   |
| Juventude FA                 | 5 | 0 | 0 | 1.000 | 223 | 14  | 209  |
| Porto Alegre Pumpkins[Nota]  | 3 | 2 | 0 | 0.400 | 96  | 105 | -9   |
| Bento Gonçalves Snakes[Nota] | 3 | 2 | 0 | 0.800 | 137 | 91  | 46   |
| Restinga Redskulls           | 2 | 3 | 0 | 0.400 | 125 | 78  | 47   |
| Carlos Barbosa Ximangos      | 1 | 4 | 0 | 0.200 | 6   | 229 | -223 |
| Bulldogs FA                  | 1 | 4 | 0 | 0.200 | 53  | 123 | -70  |

Notas
- Nota. ^  O Bento Gonçalves Snakes cedeu a vitória ao Porto Alegre Pumpkins, no jogo realizado na Semana 8, visto que a partida realizada sob sua responsabilidade teve de ser encerrada, devido à falta de iluminação. Apenas o número de vitórias e derrotas foi alterado, sendo que a pontuação do jogo, bem como saldo de pontos e o PCT permaneceram da forma original.

### Jogos da temporada regular
| Semana 1                  |        |        |                           |                         |                                                       |
| Time da casa              | Pontos | Pontos | Time visitante            | Data do jogo            | Local do jogo                                         |
| Santa Cruz do Sul Chacais | 48     | 7      | Porto Alegre Gorillas     | 18 de fevereiro de 2017 | Estádio dos Plátanos, Santa Cruz do Sul/RS            |
| Bento Gonçalves Snakes    | 36     | 0      | Carlos Barbosa Ximangos   | 19 de fevereiro de 2017 | Estádio da Montanha, Bento Gonçalves/RS               |
| Semana 2                  |        |        |                           |                         |                                                       |
| Time da casa              | Pontos | Pontos | Time visitante            | Data do jogo            | Local do jogo                                         |
| Ijuí Drones               | 39     | 7      | São Leopoldo Mustangs     | 04 de março de 2017     | Estádio 19 de Outubro, Ijuí/RS                        |
| Bulldogs FA               | 6      | 27     | Restinga Redskulls        | 05 de março de 2017     | Estádio Edmundo Feix, Venâncio Aires/RS               |
| Semana 3                  |        |        |                           |                         |                                                       |
| Time da casa              | Pontos | Pontos | Time visitante            | Data do jogo            | Local do jogo                                         |
| Santa Cruz do Sul Chacais | 48     | 13     | Porto Alegre Bulls        | 11 de março de 2017     | Parque da Oktoberfest, Santa Cruz do Sul/RS           |
| Juventude FA              | 30     | 2      | Porto Alegre Pumpkins     | 12 de março de 2017     | CT do Esporte Clube Juventude, Caxias do Sul/RS       |
| Semana 4                  |        |        |                           |                         |                                                       |
| Time da casa              | Pontos | Pontos | Time visitante            | Data do jogo            | Local do jogo                                         |
| Porto Alegre Gorillas     | 20     | 21     | Ijuí Drones               | 18 de março de 2017     | Estádio do Grêmio Esportivo Nacional, São Leopoldo/RS |
| São Leopoldo Mustangs     | 0      | 84     | Santa Maria Soldiers      | 19 de março de 2017     | Estádio do Grêmio Esportivo Nacional, São Leopoldo/RS |
| Semana 5                  |        |        |                           |                         |                                                       |
| Time da casa              | Pontos | Pontos | Time visitante            | Data do jogo            | Local do jogo                                         |
| Carlos Barbosa Ximangos   | 6      | 5      | Bulldogs FA               | 25 de março de 2017     | Estádio do Serrano Futebol Clube, Carlos Barbosa/RS   |
| Juventude FA              | 34     | 9      | Restinga Redskulls        | 26 de março de 2017     | CT do Esporte Clube Juventude, Caxias do Sul/RS       |
| Semana 6                  |        |        |                           |                         |                                                       |
| Time da casa              | Pontos | Pontos | Time visitante            | Data do jogo            | Local do jogo                                         |
| Santa Maria Soldiers      | 60     | 0      | Santa Cruz do Sul Chacais | 02 de abril de 2017     | Estádio Presidente Vargas, Santa Maria/RS             |
| Porto Alegre Gorillas     | 44     | 12     | São Leopoldo Mustangs     | 02 de abril de 2017     | Estádio do Grêmio Esportivo Nacional, São Leopoldo/RS |
| Semana 7                  |        |        |                           |                         |                                                       |
| Time da casa              | Pontos | Pontos | Time visitante            | Data do jogo            | Local do jogo                                         |
| Ijuí Drones               | 19     | 16     | Porto Alegre Bulls        | 08 de abril de 2017     | Complexo Poliesportivo, Ijuí/RS                       |
| Bento Gonçalves Snakes    | 0      | 29     | Juventude FA              | 09 de abril de 2017     | Estádio da Montanha, Bento Gonçalves/RS               |
| Porto Alegre Pumpkins     | 16     | 29     | Bulldogs FA               | 09 de abril de 2017     | Parque Esportivo da PUCRS, Porto Alegre/RS            |
| Semana 8                  |        |        |                           |                         |                                                       |
| Time da casa              | Pontos | Pontos | Time visitante            | Data do jogo            | Local do jogo                                         |
| Porto Alegre Bulls        | 0      | 64     | Santa Maria Soldiers      | 22 de abril de 2017     | Estádio do Grêmio Esportivo Nacional, São Leopoldo/RS |
| Restinga Redskulls        | 61     | 0      | Carlos Barbosa Ximangos   | 23 de abril de 2017     | Campo do Pampa, Porto Alegre/RS                       |
| Bento Gonçalves Snakes    | 44     | 26     | Porto Alegre Pumpkins     | 23 de abril de 2017     | Estádio da Montanha, Bento Gonçalves/RS               |
| Semana 9                  |        |        |                           |                         |                                                       |
| Time da casa              | Pontos | Pontos | Time visitante            | Data do jogo            | Local do jogo                                         |
| São Leopoldo Mustangs     | 6      | 65     | Santa Cruz do Sul Chacais | 29 de abril de 2017     | Estádio do Grêmio Esportivo Nacional, São Leopoldo/RS |
| Bulldogs FA               | 3      | 46     | Juventude FA              | 30 de abril de 2017     | Estádio Edmundo Feix, Venâncio Aires/RS               |
| Santa Maria Soldiers      | 59     | 12     | Ijuí Drones               | 30 de abril de 2017     | Estádio Presidente Vargas, Santa Maria/RS             |
| Semana 10                 |        |        |                           |                         |                                                       |
| Time da casa              | Pontos | Pontos | Time visitante            | Data do jogo            | Local do jogo                                         |
| Porto Alegre Bulls        | 20     | 19     | Porto Alegre Gorillas     | 07 de maio de 2017      | Estádio do Grêmio Esportivo Nacional, São Leopoldo/RS |
| Restinga Redskulls        | 26     | 29     | Bento Gonçalves Snakes    | 07 de maio de 2017      | Campo do Pampa, Porto Alegre/RS                       |
| Semana 11                 |        |        |                           |                         |                                                       |
| Time da casa              | Pontos | Pontos | Time visitante            | Data do jogo            | Local do jogo                                         |
| Porto Alegre Pumpkins     | 43     | 0      | Carlos Barbosa Ximangos   | 13 de maio de 2017      | Parque Esportivo da PUCRS, Porto Alegre/RS            |
| Ijuí Drones               | 19     | 37     | Santa Cruz do Sul Chacais | 20 de maio de 2017      | Complexo Poliesportivo, Ijuí/RS                       |
| Santa Maria Soldiers      | 64     | 0      | Porto Alegre Gorillas     | 20 de maio de 2017      | Estádio dos Eucaliptos, Santa Maria/RS                |
| Bulldogs FA               | 10     | 28     | Bento Gonçalves Snakes    | 21 de maio de 2017      | Estádio Edmundo Feix, Venâncio Aires/RS               |
| Semana 12                 |        |        |                           |                         |                                                       |
| Time da casa              | Pontos | Pontos | Time visitante            | Data do jogo            | Local do jogo                                         |
| Porto Alegre Bulls        | 27     | 6      | São Leopoldo Mustangs     | 27 de maio de 2017      | Estádio do Grêmio Esportivo Nacional, São Leopoldo/RS |
| Carlos Barbosa Ximangos   | 0      | 84     | Juventude FA              | 28 de maio de 2017      | Estádio do Serrano Futebol Clube, Carlos Barbosa/RS   |
| Restinga Redskulls        | 2      | 9      | Porto Alegre Pumpkins     | 28 de maio de 2017      | Campo do Pampa, Porto Alegre/RS                       |

## Playoffs
|  | Playoffs de Wild Card | Playoffs de Wild Card     | Playoffs de Wild Card |  |  | Semifinais | Semifinais                | Semifinais |  |  | Gaúcho Bowl IX | Gaúcho Bowl IX       | Gaúcho Bowl IX |
|  |                       |                           |                       |  |  |            |                           |            |  |  |                |                      |                |
|  | 03 de junho           | 03 de junho               | 03 de junho           |  |  | 1º         | Santa Maria Soldiers      | 47         |  |  |                |                      |                |
|  | 4º                    | Porto Alegre Pumpkins     | 41                    |  |  |            | Porto Alegre Pumpkins     | 6          |  |  |                |                      |                |
|  | 6º                    | Ijuí Drones               | 7                     |  |  |            |                           |            |  |  |                | Santa Maria Soldiers | 31             |
|  |                       |                           |                       |  |  |            |                           |            |  |  |                | Juventude FA         | 07             |
|  | 04 de junho           | 04 de junho               | 04 de junho           |  |  | 2º         | Juventude FA              | 27         |  |  |                |                      |                |
|  | 3º                    | Santa Cruz do Sul Chacais | 13                    |  |  |            | Santa Cruz do Sul Chacais | 13         |  |  |                |                      |                |
|  | 5º                    | Bento Gonçalves Snakes    | 3                     |  |  |            |                           |            |  |  |                |                      |                |

### Jogos da fase final
| Wild Card                 |        |        |                           |                     |                                             |
| Time da casa              | Pontos | Pontos | Time visitante            | Data do jogo        | Local do jogo                               |
| Santa Cruz do Sul Chacais | 13     | 3      | Bento Gonçalves Snakes    | 03 de junho de 2017 | Parque da Oktoberfest, Santa Cruz do Sul/RS |
| Porto Alegre Pumpkins     | 41     | 7      | Ijuí Drones               | 04 de junho de 2017 | Campo do Hotel Vila Ventura, Viamão/RS      |
| Semifinais                |        |        |                           |                     |                                             |
| Time da casa              | Pontos | Pontos | Time visitante            | Data do jogo        | Local do jogo                               |
| Juventude FA              | 27     | 13     | Santa Cruz do Sul Chacais | 17 de junho de 2017 | Campo do SESI, Caxias do Sul/RS             |
| Santa Maria Soldiers      | 47     | 6      | Porto Alegre Pumpkins     | 18 de junho de 2017 | Estádio Presidente Vargas, Santa Maria/RS   |
| Gaúcho Bowl IX            |        |        |                           |                     |                                             |
| Time da casa              | Pontos | Pontos | Time visitante            | Data do jogo        | Local do jogo                               |
| Santa Maria Soldiers      | 31     | 07     | Juventude FA              | 01 de julho de 2017 | Estádio Presidente Vargas, Santa Maria/RS   |

## Campeão
| Campeão Gaúcho 2017                      |
| ---------------------------------------- |
| Santa Maria Soldiers Campeão (4º título) |